# Ielîzavetpil, Teofipol
Ielîzavetpil (în ucraineană Єлизаветпіль) este un sat în comuna Halciînți din raionul Teofipol, regiunea Hmelnîțkîi, Ucraina.

## Demografie
Componența lingvistică a localității Ielîzavetpil
     Ucraineană (99,25%)
     Alte limbi (0,76%)
Conform recensământului din 2001, majoritatea populației localității Ielîzavetpil era vorbitoare de ucraineană (99,25%), existând în minoritate și vorbitori de alte limbi.